# Asclepias rubricaulis
Asclepias rubricaulis är en oleanderväxtart som beskrevs av Carl Sigismund Kunth. Asclepias rubricaulis ingår i släktet sidenörter, och familjen oleanderväxter. Inga underarter finns listade i Catalogue of Life.